# Erling Ärlingsson
Karl Erling Ärlingsson, född 20 maj 1904 i Kil i Värmland, död 16 januari 1983 i Västra Ämterviks församling, var en svensk målare och tecknare.
Han var son till övermaskinisten Isac Leonard Erling Nilsson och Hanna Eugenia Carlsson och gift första gången 1928 med pianisten Ruth Malmström och andra gången från 1947 med Margit Fredrica Nilsson. Efter att han först arbetat på ett skeppsvarv utbildade han sig på en lantbruksskola. Han bestämde sig därefter för att studera konst och var elev till Tor Bjurström vid Valands målarskola i Göteborg 1927–1929 och fortsatte följande år sina konststudier vid Maison Watteau i Paris. Efter studierna återvände han till sin värmländska hembygd där han huvudsakligen var bosatt i Fryksdalen. Han genomförde ett flertal studieresor till bland annat Paris, Belgien, Nederländerna och Danmark. Under elevtiden i Göteborg tillhörde han den livliga krets av unga målare som gick till den svenska konsthistorien under benämningen Göteborgskoloristerna. Han målade tillsammans med bland annat Åke Göransson och Inge Schiöler och slog sig efter elevtiden ihop med Schiöler och tre ytterligare kamrater från skolan med utställningen Fem Bjurströmselever på Mässhallen i Göteborg 1930. Gruppen återkom med en utställning på Göteborgs konsthall 1932 och återförenades med en utställning på Göteborgs konsthall 1950. Tillsammans med Folke Andréasson ställde han ut på Galleri Paletten i Göteborg 1934 och tillsammans med Aina Marmén ställde han ut på Borås konsthall 1938, tillsammans med Helge Nysell i Lidköping 1952 samt tillsammans med Lars-Erik Ström och Brita Wideen på Axevalla folkhögskola. Separat ställde han bland annat ut på Galleri God konst i Göteborg, Modern konst i hemmiljö i Stockholm, och ett flertal gånger i Karlstad. Han medverkade i utställningen Göteborgsmålare som visades på Liljevalchs konsthall 1937 och ett flertal av Värmlands konstförenings salonger i Karlstad samt flera utställningar av provinsiell konst i Värmland.
Hans konst består av porträtt, figurer och landskapsskildringar från Värmland, Bohulän och Norge utförda i olja. Han var en av stiftarna till Göteborgs konstnärsklubb. Bland hans offentliga arbeten märks en 35 kvadratmeter stor muralmålning i Nordmarks härads tingshus i Årjäng. Ärlingsson är representerad vid bland annat Göteborgs konstmuseum, Gävle museum, Borås konstmuseum och Värmlands museum.